# Língua norfolquina
A língua norfolquina (em pitcairnês-norfolquino: Norfuk; mas cada vez mais grafado como Norfolk) é uma língua falada na Ilha Norfolque pelos habitantes locais. É uma mistura de inglês do século XVIII com o taitiano, introduzido originalmente por colonos das Ilhas Pitcairn que falavam o pitcairnês. É o idioma cooficial do território.
À medida que o contato dos habitantes da Ilha Norfolque com o exterior torna-se mais frequente, o norfolquino passou a cair em desuso. Esforços têm sido feitos, no entanto, para restaurar o uso comum do idioma - como a educação de crianças no idioma, a publicação de dicionários inglês-norfolquino, o uso do idioma em placas e cartazes, e a mudança do nome de algumas atrações turísticas do inglês para norfolquino (especialmente o passeio pela floresta tropical, conhecido como A Trip Ina Stik). Em 2007, as Nações Unidas acrescentaram o norfolquino à sua lista de idiomas em perigo de extinção.

## Relação com o pitcairnês
Como mencionado anteriormente, o norfolquino vem principalmente do pitcairnês (também conhecido como pitkern ou pi'kern), idioma falado pelos colonos que vieram das ilhas Pitcairn. A relativa facilidade com que se viajava de países anglófonos como a Austrália e a Nova Zelândia até o território da Ilha Norfolque, especialmente quando comparado às condições de viagem desde as Pitcairn, significa que o norfolquino foi exposto a um contato muito maior com o inglês do que o pitcairnês. As dificuldades para se acessar a população pitcairnesa também significam que uma comparação séria dos dois idiomas para constatar a existência ou não de inteligibilidade mútua vem sendo impossível.

## Ortografia
O idioma é em grande parte um idioma falado, mas não escrito, e há uma falta de padronização. No entanto, várias tentativas foram feitas no desenvolvimento de uma ortografia para o idioma. As primeiras tentativas tentaram impor a ortografia inglesa nas palavras do norfolquino, ou usou diacríticos para representar sons distintos ao idioma.
Alice Buffett membro do Parlamento de Norfolque e linguista treinada em línguas australianas, desenvolveu uma gramática codificada uma ortografia para a língua na década de 1980, assistida pelo Dr. Donald Laycock], um acadêmico da Universidade Nacional Australiana. Seu livro,  Speak Norfuk Today , foi publicado em 1988. Esta ortografia ganhou o aval do governo da Ilha Norfolque e seu uso está se tornando predominante.
O alfabeto latino usado pelo norfolquino é completo, porém as letras C, Q, V, X, Z somente são usadas em palavras estrangeiras (por vezes substituídas) por Ks, K, W, S, S respectivamente. Usam-se formas como aa, ai, au, ch, ee/ei,ey, ii, ng, oo/ou/ow, sh, th, uu, zh.

## Vocabulário

### Profundidade
A própria língua não tem palavras para expressar alguns conceitos, particularmente aqueles que têm a ver com ciência e tecnologia. Alguns insulares acreditam que a única solução é criar um comitê encarregado de criar neologismos norfolquino em vez de simplesmente adotar palavras em inglês para novos avanços tecnológicos. Por exemplo, o norfolquino adotou recentemente a palavra  kompyuuta, uma versão de computador. Processos semelhantes a este existem em relação a outras línguas ao redor do mundo, como a linguagem língua maori na Nova Zelândia e as línguas faroês e islandês. Algumas línguas já possuem órgãos oficiais para isso, como a Māori Language Commission da Nova Zelândia ou a Académie française da França, para criar novas palavras.

### Pronomes pessoais
| English        | Norfuk |
| -------------- | ------ |
| Eu             | ai     |
| Tu, você       | yu     |
| Ele            | hi     |
| Ela            | shi    |
| Nós            | wi     |
| Vocês (plural) | yorlye |
| Eles(as)       | dem    |

### Miscelânea
Observe-se a semelhança com a língua inglesa
| Português | Norfuk      |
| --------- | ----------- |
| Diferente | defrent     |
| Árvore    | trii        |
| (o) Outro | taeda       |
| Principal | mien        |
| Página    | paij        |
| Doação    | doenaiishun |
| Europa    | Urup        |
| Cidade    | citii       |
| Ilha      | ailen       |
| Olá       | wataweih    |

## Amostra de texto
Norfuk esa creole laenghwij spoken i' Norfuk Ailen, an es disended from t' Pitkern laenghwij a' t' setlars from Pitkern Ailen. Es a' miks a' oel Inglish en Tahityan laenghwij, wi' Inglish maeken mor enfluens.
Português
Norfolquino é uma língua crioula falada na Ilha Norfolque, sendo descendente da língua dos colonos da Ilha Pitcairn. É uma mistura de línguas inglesas e taitianas, com o inglês fazendo mais influência.